# Emil Spruk
Emil Spruk, slovenski skladatelj, pozavnist in dirigent, * 1. maj 1960, Ljubljana.
Pozavno je študiral na Visoki šoli za glasbo v Gradcu (Avstrija), na glasbenem kolidžu Berklee v Bostonu (ZDA) pa je diplomiral iz kompozicije in pozavne leta 1982. Iz kompozicije se je podiplomsko izpopolnjeval na Dunaju.
Njegova žena je slovenska sopranistka Dunja Spruk.